# Џозефина Лангфорд
Џозефина Лангфорд (енгл. Josephine Langford; Перт, 18. август 1997) аустралијска је глумица. Позната је по улози Тесе Јанг у филмској серији After.

## Детињство и младост
Рођена је 18. августа 1997. године у Перту, у Западној Аустралији. Најмлађа је ћерка Стивена Лангфорда, лекара и директора медицинских услуга за Royal Flying Doctor Service Western Operations, и Елизабет Грин, педијатра. Њена старија сестра, Кетрин Лангфорд, такође је глумица.
Као дете, заинтересовала се за музику, а свирала је саксофон, виолину и клавир. Године 2008, са 10 година, написала је и извела песму под називом „Shadows” за музичко такмичење, која је освојила награду за „песму године”. Написала је још две песме, „Lonely” (2007) и „Sea Shanty” (2008).

## Филмографија
| Година | Српски назив          | Изворни назив | Улога         | Напомене       |
| ------ | --------------------- | ------------- | ------------- | -------------- |
| 2017.  | Кутија жеља           |               | Дарси Чапман  |                |
| 2019.  |                       |               | Теса Јанг     |                |
| 2020.  | : После судара        |               | Теса Јанг     |                |
| 2021.  | Дрчна                 |               | Ема Канингхам |                |
| 2021.  | : После пада          |               | Теса Јанг     |                |
| 2021.  |                       | Џордан Бејкер |               |                |
| 2022.  | : После срећног краја |               | Теса Јанг     |                |
| 2022.  |                       |               | Кејти Гибсон  | постпродукција |
| 2023.  | After: Финале              |               | Теса Јанг     |                |

| Година | Српски назив | Изворни назив                   | Улога       | Напомене                    |
| ------ | ------------ | ------------------------------- | ----------- | --------------------------- |
| 2017.  | Вучји поток  |                                 | Ема Вебер   | 2. епизоде                  |
| 2019.  |              |                                 | Клер Сингер | епизода: „”                 |
| 2020.  |              |                                 | Луси        | гласовна улога; епизода: „” |
| 2020.  | Бел Вилијамс | гласовна улога; епизоде: „”, „” |             |                             |